# ماینکرفت: داستان موجانگ
ماینکرفت: داستان موجانگ (به انگلیسی: Minecraft: The Story of Mojang) یک مستند دربارهٔ تاریخچه شرکت موجانگ استودیوز، آفریننده ماینکرفت می‌باشد. ویژگی‌های خلاقانه و قابلیت‌های ساخت و ساز در ماینکرفت به بازیکنان این امکان را می‌دهد تا بسازند، بازی کنند و تفکر کنند.
فیلم دربارهٔ مارکوس پرسون و ینس برگنستن، از شرکت موجانگ می‌باشد. این فیلم توسط تولیدی ۲ بازیکن تولید شد و از طریق کیک‌استارتر سرمایه‌گذاری شد. این فیلم برای اولین بار در ایکس‌باکس لایو در تاریخ ۲۲ دسامبر، ۲۰۱۲ به نمایش درامد. تولیدی دو بازیکن همچنین این مستند را در صفحه تورنت پایرت بی آپلود کردند اما پیشنهاد کردند که فیلم را بخرید.

## قطعات موسیقی
قطعات موسیقی فیلم توسط دانیل روزنفلد ساخته شده که همچنین بیشتر قطعات موسیقی بازی هم خودش نوشته. این آلبوم ۳۱ قطعه دارد.
| فهرست آهنگ | فهرست آهنگ                                 | فهرست آهنگ |
| شماره      | نام                                        | مدت        |
| ---------- | ------------------------------------------ | ---------- |
| ۱.         | «Cliffside hinson»                         | ۳:۴۶       |
| ۲.         | «Surface pension»                          | ۶:۳۴       |
| ۳.         | «Independent accident»                     | ۴:۱۱       |
| ۴.         | «Danny makes chiptune»                     | ۲:۴۶       |
| ۵.         | «The first million»                        | ۳:۱۹       |
| ۶.         | «Certitudes»                               | ۴:۳۳       |
| ۷.         | «Impostor syndrome»                        | ۲:۲۴       |
| ۸.         | «Buildup errors»                           | ۳:۲۶       |
| ۹.         | «For the sake of making games»             | ۱:۳۳       |
| ۱۰.        | «Preliminary art form»                     | ۳:۰۷       |
| ۱۱.        | «Lawyer cage fight»                        | ۱:۵۸       |
| ۱۲.        | «Lost cousins»                             | ۱:۳۱       |
| ۱۳.        | «Total drag»                               | ۲:۴۷       |
| ۱۴.        | «Drunken carboni»                          | ۳:۰۴       |
| ۱۵.        | «The weirdest year of your life»           | ۳:۵۸       |
| ۱۶.        | «Swarms»                                   | ۲:۵۱       |
| ۱۷.        | «Diskdance»                                | ۲:۲۲       |
| ۱۸.        | «Pr Department»                            | ۱:۲۵       |
| ۱۹.        | «Faux Video Production»                    | ۳:۰۸       |
| ۲۰.        | «One Last Game»                            | ۱:۱۹       |
| ۲۱.        | «This Doesn't Work»                        | ۵:۳۰       |
| ۲۲.        | «Eooden Love»                              | ۱:۳۳       |
| ۲۳.        | «Disco, C418 - I Glove Thy Flob»           | ۱:۴۷       |
| ۲۴.        | «Post Success Depression»                  | ۳:۱۲       |
| ۲۵.        | «Social Lego»                              | ۴:۵۱       |
| ۲۶.        | «Jayson Glove»                             | ۳:۱۸       |
| ۲۷.        | «Clumsiness And Innovation»                | ۳:۰۳       |
| ۲۸.        | «No Pressure»                              | ۳:۰۴       |
| ۲۹.        | «One»                                      | ۲:۲۷       |
| ۳۰.        | «Nifflas, C418 - Fifflas»                  | ۱:۳۴       |
| ۳۱.        | «Laura Shigihara, C418 - Tsuki No Koibumi» | ۵:۰۷       |